# وينترفيل (صراع العروش)
وينترفيل (بالإنجليزية: Winterfell)‏ هي الحلقة الأولى من الموسم الثامن من المسلسل الفانتازي صراع العروش، والمُقتبس من سلسلة روايات أغنية الجليد والنار للمؤلف جورج ر. ر. مارتن، وهي الحلقة رقم 68 من المسلسل ككل. عُرضت الحلقة لأول مرة في 14 أبريل 2019، على شبكة إتش بي أو المُنتجة للمسلسل، وكانت من كتابة دديف هيل، ومن إخراج ديفيد نتر.
تتمحور الحلقة على دانيريس تارغاريان وجون سنو وجيشها وعودتهم إلى وينترفيل بعد أن تعهّد جون سنو بالولاء لها. كما يلتقي جون بإخوته من آل ستارك بعد أن فارقهم منذ زمن طويل، منذ الحلقة الثانية من الموسم الأول. ظهرت في الحلقة أغلَب شخصيّات المسلسل، كما شهدت ظهور مارك ريسمان لأول مرة بدور هاري ستريكلاند قائد الفرقة الذهبية.

## ملخص الحلقة
يَصِل (جون سنو) و(دنيرس) مع جيشها إلى مدينة وينترفيل ويعلمون فورَ وصولهم أنّ السائرين البيض تمكّنوا من اختراق الجِدار وهدمه. وبناءً عليه، اجتمع قادة الشمال مع حلفائهم في وينترفيل، على الرغم من أنهم لا يزالون متشككين من (دانيريس) وتعزيزات آل لانيستر الآتية من الجنوب. في كينغز لاندينغ، لا تُظهِر (سيرسي) قلقاً حول زحف جيش الموتى، ومع عودة (يورون غريجوي) برفقة قائد الفرقة الذهبية (هاري ستريكلاند) لضمان ولائهم لها، تقبل (سيرسي) بممارسة الجنس مع (يورون) وذلك قبل إعطاء الأمر لـ (برون) لاغتيال كل من (تيريون) و(جايمي). وخلال ذلك الوقت، يقتحم (ثيون غريجوي) الأسطول البحري ويُنقِذ شقيقته (يارا) التي تُقرّر أن تعود بالأسطول إلى جُزر الحديد لاستعادتها من (يورون)، بينما يقرّر (ثيون) العودة إلى وينترفل. يجتمع (جون) مع (بران) و(آريا) بينما لا تزال (سانزا) متشككة من (دانيريس)، وتجتمع (آريا) بـ (غيندري) وتطلب منه صُنع رُمحِ من الفولاذ الفاليري. يعلم (سام) أن والده وشقيقه قد قتلا على يد (دانيريس) ويغضب من ذلك، يذهب تالياً لملاقاة (جون) في سراديب وينترفل ليخبِره حقيقة كونِه ابن لـ (ليانا ستارك) و(ريغار تارغارين) وأنه الوريث الشرعيّ للعرش الحديدي. (تورمند) و(بريك) في الشمال داخل قلعة لاست هارث المُدمّرة معقِل آل آمبر حُلفاء آل ستارك، بلتقون بـ (إد) وأعضاء من الحرس الليلي، ويشاهدون جثّة اللورد آمبر مُعلّقة على جدار ترمُز لشيء ما واعتبروها رسالةً من ملك الليل. تنتهي الحلقة لحظة وصول (جايمي) إلى وينترفيل والتقاء نظراته مع (بران).

## نسب المشاهدة
| الموسم | الموسم | رقم الحلقة | رقم الحلقة | رقم الحلقة | رقم الحلقة | رقم الحلقة | رقم الحلقة | رقم الحلقة | رقم الحلقة | رقم الحلقة | رقم الحلقة | المتوسط |
| الموسم | الموسم | 1          | 2          | 3          | 4          | 5          | 6          | 7          | 8          | 9          | 10         | المتوسط |
| ------ | ------ | ---------- | ---------- | ---------- | ---------- | ---------- | ---------- | ---------- | ---------- | ---------- | ---------- | ------- |
|        | 1      | 2.22       | 2.20       | 2.44       | 2.45       | 2.58       | 2.44       | 2.40       | 2.72       | 2.66       | 3.04       | 2.52    |
|        | 2      | 3.86       | 3.76       | 3.77       | 3.65       | 3.90       | 3.88       | 3.69       | 3.86       | 3.38       | 4.20       | 3.80    |
|        | 3      | 4.37       | 4.27       | 4.72       | 4.87       | 5.35       | 5.50       | 4.84       | 5.13       | 5.22       | 5.39       | 4.97    |
|        | 4      | 6.64       | 6.31       | 6.59       | 6.95       | 7.16       | 6.40       | 7.20       | 7.17       | 6.95       | 7.09       | 6.84    |
|        | 5      | 8.00       | 6.81       | 6.71       | 6.82       | 6.56       | 6.24       | 5.40       | 7.01       | 7.14       | 8.11       | 6.88    |
|        | 6      | 7.94       | 7.29       | 7.28       | 7.82       | 7.89       | 6.71       | 7.80       | 7.60       | 7.66       | 8.89       | 7.69    |
|        | 7      | 10.11      | 9.27       | 9.25       | 10.17      | 10.72      | 10.24      | 12.07      | غ/م        | غ/م        | غ/م        | 10.26   |
|        | 8      | 11.76      | 10.29      | 12.02      | 11.80      | 12.48      | 13.61      | غ/م        | غ/م        | غ/م        | غ/م        | 11.99   |

## وصلات خارجية
- وينترفيل (صراع العروش) على موقع IMDb (الإنجليزية)
- وينترفيل (صراع العروش) على موقع ميتاكريتيك (الإنجليزية)
- وينترفيل (صراع العروش) على موقع روتن توميتوز (الإنجليزية)